# Wilhelm Mathiesen
Wilhelm Mathiesen (* 14. Januar 1859 in Hamburg; † 14. Juni 1936) war ein deutscher Mechaniker und Erfinder, der als Pionier der Kohlebogenlampe gilt.

## Leben

Kandem-Signet von Körting & Mathiesen, ca. 1920

Körtings Vater stammte aus Norwegen und betrieb in Hamburg eine Drechslerwerkstatt, in der hauptsächlich Schiffsarbeiten ausführt wurden. Die Mutter stammte aus Stade.
Wilhelm Mathiesen verließ vorzeitig die Schule, um 1873 eine kaufmännische Lehre bei einem Hamburger Handelsgeschäft zu beginnen. Da seine Interessen jedoch mehr auf technischem Gebiet lagen, begann er eine Lehre als Mechaniker und Dreher bei einer kleinen Hamburger Maschinenfabrik und besuchte die Gewerbeschule im Maschinenbaufach. Er arbeitete zunächst in einer Maschinenfabrik in Hamburg.
Von 1882 bis 1887 arbeitete er bei der Maschinen- und Dampfkessel-Armaturen-Fabrik Schäffer & Budenberg in Magdeburg. Seine technischen Kenntnisse konnte er hier wissenschaftlich vertiefen. Hier machte er auch seine ersten Erfindungen.
Von einem Hamburger Freund erfuhr er, dass die 1882 gegründete Industriearmaturenfabrik Schumann & Koeppe (ab 1919 Schumann & Co.; ab 1954 VEB Industriearmaturen und Apparatebau Leipzig, IAL) in Plagwitz bei Leipzig einen Werkmeister suchte. Obgleich dieses Unternehmen maschinell nicht so gut ausgerüstet war wie sein Arbeitgeber in Magdeburg, nahm er die Stelle trotz anfänglicher Bedenken an. Hier lernte er Max Körting kennen.
Im Oktober 1889 gründeten beide auf einem Grundstück an der Leipziger Inselstraße die elektrotechnische Fabrik von Körting und Mathiesen mit Spezialität auf Armaturen für elektrische Beleuchtung, später kurz Körting & Mathiesen (K & M). Sie zogen um an die Blumengasse und 1893 in die neue Fabrikanlage im westlichen Vorort und späteren Stadtteil Leutzsch. 1899 gab Mathiesen die Werbeschrift Das Bogenlicht und seine Anwendung heraus.
Im Jahr 1901 wurde das bis dahin in der Rechtsform einer offenen Handelsgesellschaft geführte Unternehmen in eine Aktiengesellschaft umgewandelt. Das ursprüngliche Aktienkapital von 2.050.000 Mark wurde nach dem Ersten Weltkrieg in der Inflationszeit in zwei Schritten bis auf 6 Millionen Mark erhöht, die zweite Erhöhung erfolgte 1922 zur Erweiterung und Modernisierung der Fabrikanlagen in Leutzsch unter maßgeblicher Beteiligung des Leipziger Bankhauses August Lieberoth. Nach der Währungsreform 1923 wurde das Aktienkapital auf 3 Millionen Reichsmark umgestellt. Wilhelm Mathiesen saß bis in die 1930er Jahre dem Aufsichtsrat des Unternehmens vor. Max Körting war in den 1920er Jahren Alleinvorstand, in den 1930er Jahren unterstützte ihn sein Sohn Fritz Körting dabei.
Bereits 1914 wurde eine Anliegerstraße in Leutzsch nach Wilhelm Mathiesen benannt. 1918 erhielt er den Ehrentitel eines Königlich Sächsischen Kommerzienrats, 1922 verlieh die Technische Hochschule Karlsruhe ihm die Ehrendoktorwürde (als Dr.-Ing. E. h.).

## Schriften
- Untersuchungen über den elektrischen Lichtbogen, insbesondere über den unter Druck befindlichen. E. Haberland, Leipzig 1921.